# Home Ain't Where His Heart Is (Anymore)
«Home Ain't Where His Heart Is (Anymore)» — сьомий сингл другого студійного альбому канадської кантрі-співачки Шанаї Твейн — «The Woman in Me» (1995). У США і Канаді пісня вийшла 24 липня 1996. Пісня написана Шанаєю Твейн і Робертом Джоном Лангом; спродюсована Робертом Джоном Лангом. Музичне відео зрежисерував Стівен Голдман; прем'єра музичного відео відбулась 24 липня 1996.

## Музичне відео
Музичне відео зрежисерував Стівен Голдман. Зйомки проходили у Монреалі, Квебек, Канада 9 липня 1996. Прем'єра музичного відео відбулась 24 липня 1996.

## Список пісень
1. Home Ain't Where His Heart Is (Anymore) (альбомна версія) — 4:12
2. Home Ain't Where His Heart Is (Anymore) (версія для радіо ) — 3:59

## Чарти
Сингл дебютував на 66 місце чарту Billboard Hot Country Songs на тижні від 10 серпня 1996. 5 жовтня 1996 пісня досягла 28 місця чарту і провела на такій позиції один тиждень.
Тижневі чарти
| Чарт (1996)                                 | Місце |
| ------------------------------------------- | ----- |
| Canada RPM Country Singles                  | 7     |
| U.S. Billboard Hot Country Singles & Tracks | 28    |

Річні чарти
| Чарт (1996)                | Місце |
| -------------------------- | ----- |
| Canada RPM Country Singles | 80    |